# Cryptonychus apicalis
Cryptonychus apicalis es una especie de insecto coleóptero de la familia Chrysomelidae.
Fue descrita científicamente en 1924 por Pic.